# 185 a.C.

## Eventos
- Ápio Cláudio Pulcro e Marco Semprônio Tuditano, cônsules romanos.
- Continua guerra dos romanos na Ligúria, parte da Gália Cisalpina.
- Golpe Sunga provoca a queda do Império Máuria. O general Pusiamitra Sunga assassina o imperador máuria Briadrata durante um desfile militar, pondo fim à dinastia máuria e fundando a dinastia Sunga.[1]

## Nascimentos
- Cipião Emiliano Africano, general e político romano (m. 129 a.C.)
- Terêncio

## Mortes
- Briadrata Máuria, monarca indiano e último governante do Império Máuria, de 187 a.C. a 185 a.C.